# Пейл
Пейл, Пэль, Английский Пейл (ирл. An Pháil от англ. The Pale, дословно — «граница, ограда, застава», также англ. The English Pale, дословно — «Английский забор») — общее название ядра английской средневековой колонии в юго-восточной Ирландии с центром в г. Дублине, находившейся под прямым управлением английского правительства в противовес остальной — непокорённой англичанами кельтоязычной территории острова, именуемой Айришри. Пэйл стал своего рода главной военной крепостью английской монархии в Ирландии, центром английской колонизации и ассимиляции населения острова. Его границы, укреплённые рвами и изгородями, стали своего рода аналогом засечных черт в российской истории, служивших не только целям обороны, но и освоения территории. В XVII—XVIII веках, после захвата всего острова англичанами, его «прифронтовое» значение снизилось, и Ирландия превратилась в глухую провинцию Британской империи. В этот период Пейл характеризовался более высоким уровнем урбанизации и индустриального развития, благодаря расположению в нём столицы колонии — Дублина, а также стал центром распространения протестантизма в стране.

## Основание
Нормандское завоевание Ирландии началось после 1171 г., то есть гораздо позже вторжения норманнов в Англию (1066 г.). Хотя оно также было масштабным и довольно успешным, географическая удалённость Ирландии привела к тому, что постепенно большая часть норманнских феодалов, осевших в Ирландии, кельтизировалась. Отчасти это объяснялось большей лояльностью франкоязычной элиты средневековой Англии по отношению к ирландцам по историческим причинам (многие романизованные ирландцы нашли убежище в романской Галлии в ходе англосаксонских нашествий). После ослабления связей с Нормандией после 1204, колонизация Ирландии проводилась уже в основном мелкопоместными и безземельными английскими помещиками и купцами, которые интересовались Ирландией из прагматических соображений. Захват земель у ирландцев под овцеводство привёл к росту недовольства местного населения и к его выступлениям против англичан. Распространение в Англии и среди англичан протестантских идей, рост антииспанских, антифранцузских, а вместе с ними и антикатолических настроений, не проникло в ирландские массы. Поэтому долгое время собственно английские власти могли контролировать лишь небольшой полукруг территории в районе современного Дублина, то есть самой уязвимой и близкой Англии территории острова. Она-то и получила название Пейл. В данном регионе топонимика по-прежнему носит английский или норманский характер как отражение долгого английского контроля.

## География
В отличие от других захваченных английскими феодалами земель, Пэйл долгое время являлся личной собственностью английских королей (как Иль-де-Франс в средневековой Франции, находившейся в состоянии феодальной раздробленности). Границы Пейла следовали по линии Долки (на юге у моря) — Лейкслип — Трим — Келс — Дандолк (на севере у моря).

## Военные укрепления
Этимологически название Пейл — производное от латинского «pallus» («кол», «штырь», «планка забора», откуда также произошло русск. палисадник, то есть огороженный сад), поскольку регион был окружён валом высотой около 3-4 м, возвышавшимся надо рвом. Наверху вала находилась колючая изгородь. Название Пейл вошло в употребление во 2-й половине XIV в. Границы Пейла менялись в ходе борьбы завоевателей с населением независимой части острова — Айришри; на пограничной полосе сооружались английские замки и укрепления. К 1450 г. территория Пейла охватывала часть современных графств Лаут, Мит, Дублин и Килдэр. При этом сам хорошо укреплённый Пейл, составлявший около 8 % территории всего острова, был собственностью английской королевской семьи. Английские купцы, помещики и авантюристы в свою очередь использовали его для карательных акций против ирландского населения, в том числе для аннексии новых земель и сельскохозяйственных угодий. К концу XV века до трети Ирландии оказалось в руках английских феодалов, которые за пределами Пейла действовали на свой страх и риск. Тем не менее, несмотря на сопротивление, территория подконтрольных англичанам графств (Ормонд, Дезмонд, Уэксфорд, Милдер, Ольстер и др.) постоянно увеличивалась. Таким образом, Пейл послужил плацдармом для полного покорения Ирландии англичанами в XVI—XVII вв. Позднее, уже после покорения острова, Пейл стал центром распространения протестантизма в Ирландии.